# قرية عسكر
عسكر هي قرية من قرى البحرين تقع في الجنوب الشرقي على ساحل البحر، ويسكنها العديد من القبائل العربية.

## وصلات خارجية
- مسجد مقام صعصعة بن صوحان في عسكر